# تبصره ماده ۴۸
تبصره ماده ۴۸ آیین دادرسی کیفری یا به اختصار تبصره ماده ۴۸ نام بندی جنجالی از آیین دادرسی کیفری جمهوری اسلامی است که بر اساس آن، متهمان برخی جرایم سیاسی و امنیتی از انتخاب وکیل تعیینی در مراحل بازجویی و تحقیقات دادسرا محروم می‌شوند.

## ماهیت و شکل‌گیری
این تبصره از سال ۱۳۹۴ به آیین دادرسی کیفری ایران اضافه شد. در متن آن آمده:
«با شروع تحت نظر قرار گرفتن، متهم می‌تواند تقاضای حضور وکیل نماید. وکیل باید با رعایت و توجه به محرمانه بودن تحقیقات و مذاکرات، با شخص تحت نظر ملاقات نماید و وکیل می‌تواند در پایان ملاقات با متهم که نباید بیش از یک‌ساعت باشد ملاحظات کتبی خود را برای درج در پرونده ارایه دهد. تبصره (اصلاحی ۲۴/۳/۱۳۹۴) ـ در جرایم علیه امنیت داخلی یا خارجی و همچنین جرایم سازمان‌یافته که مجازات آنها مشمول ماده (۳۰۲) این قانون است، در مرحله تحقیقات مقدماتی طرفین دعوی، وکیل یا وکلای خود را از بین وکلای رسمی دادگستری که مورد تأیید رئیس قوه‌قضاییه باشد، انتخاب می‌نمایند. اسامی وکلای مزبور توسط رئیس قوه‌قضاییه اعلام می‌گردد.»
در محافل حقوقی، حتی در میان مسئولان عالی‌رتبه قضایی جمهوری اسلامی بارها به این تبصره نقد و مخالف جدی وارد شده. برگزاری دادگاه‌های مربوط به خیزش ۱۴۰۱ ایران بیش از پیش باعث طرح این موضوع بین رسانه‌ها و افکار عمومی شده‌است.